# 王素 (北宋)
王素（1007年—1073年），字仲仪。大名府莘县（今山东省莘县）人，北宋医家，王旦第三子。
王素被赐进士出身。历任侍御史、知鄂州。庆历初年，官至知谏院，曾经请省非急之费和储金缯，来充当边费。因为遇事敢言，无所畏避，获宋仁宗嘉奖，擢升为天章阁待制、淮南都转运按察使。历任知华州、汝州、渭州、定州、许州及成都府，两知开封府。在成都府，见铁钱泛滥但是还鼓铸不止，命停止铸十年以平衡物价。王素为官敢于断事，以吏才被当时所称。宋英宗治平初年，以端明殿学士，复知渭州，任边帅有建树。开拓渭西南城，教民耕战，积粟可用十年，属羌献地来归，增募弓箭手，亲自督训，平时耕种，有警即聚，士气振奋，西夏不敢犯。王素有俊才，善于写诗，从苏轼游学。晚年历知成德军、太原府。官至工部尚书。去世后，谥懿敏。撰有《王素经验方》三卷。